# Rivalta di Torino
Rivalta di Torino es una localidad y comune italiana de la provincia de Turín, región de Piamonte, con 18.800 habitantes.

## Evolución demográfica
| Gráfica de evolución demográfica de Rivalta di Torino entre 1861 y 2001 |
|                                                                         |
| Fuente ISTAT - elaboración gráfica de Wikipedia                         |